# Gaël Givet
Gaël Givet (Arles, 1981. október 9. –) francia válogatott labdarúgó.

## Pályafutása
Az AS Monacóban minden meccsen szerepelt, a 2003-as 2004-es idényben Patrice Evrával hívták Manchesterbe, de ő visszautasította az ajánlatot. 2007. június 21-én aláírt az Olympique Marseille csapathoz. A 2006-os vb-n tagja volt a francia keretnek.
2008 tavaszán kölcsönben szerepelt az angol Blackburn Roversben, nyáron véglegesítették. Annak ellenére is a csapatban maradt, hogy 2012-ben kiestek a másodosztályba

## Magánélete
Házas, egy fiúgyermeke van, neve Gabriel, 2006. május 8-án született.